# 埃克斯利山
埃克斯利山（英語：Mount Exley）是南極洲的山峰，位於奧次地，處於沃勒比斯冰原島峰，屬於邱吉爾山脈的一部分，海拔高度1,980米，現時由南極條約體系管理。